# ゲーマーズ!
『ゲーマーズ！』（GAMERS!）は、葵せきなによる日本のライトノベル。イラストは仙人掌。KADOKAWA 富士見書房の小説サイト「ファンタジアBeyond」にて2014年6月から2015年11月まで連載された。単行本は同サイト初の書籍化作品として、富士見ファンタジア文庫 (KADOKAWA) より2015年3月から2019年10月まで刊行された。2018年7月時点でシリーズ累計部数は100万部を突破している。『このライトノベルがすごい！』文庫部門では2017年版で7位、2018年版で8位を獲得している。
高橋つばさによる漫画版が『月刊少年エース』（KADOKAWA）にて2016年12月号から2019年9月号まで連載。テレビアニメが2017年7月から9月まで放送された。
本作は『マテリアルゴースト』『生徒会の一存』といった葵の過去作品と同一世界観上にあり（時系列的には『生徒会の一存』の約5年ほどあとと考えられる）、これらの作品の学校名が出てくるほか、直接名指しされてはいないが特に『生徒会の一存』の登場人物や設定を引き継いでいることが示唆されている。

## あらすじ

### 1-2巻
主人公である雨野景太は、人見知りで他の人と遊ぶことはしないが、ゲームを人一倍楽しむ男子学生。ある日、学内アイドルで憧れの存在である天道花憐とゲーム販売店で出会ったのを機に交友が始まり、彼女の所属するゲーム部に勧誘される。ゲーム部は大会で賞金獲得の常連になるほどの腕前を持ち、勝つことへの情熱は人一倍な部員によって構成される部活だった。しかし、部活体験後に景太は勧誘を断ってしまう。後日、花憐が断った理由を聞くと、景太は部のポリシーや活動を肯定しつつも、自身は勝利などよりも、まず楽しむことを軸にしているため、考えの違いなどで部活動との相性が悪いからと答える。一方花憐は、今まで他人にこのようにきっぱり他人に断られたことがなかったため、ショックを受け泣きながら走り去ってしまった。だが花憐は、景太が自分の友人である上原祐に対し、花憐のポリシーも大切に思っていることを熱弁しているのを見て、景太に惚れ込んでしまう。
その後、祐の配慮と策謀により、「クラスメイト皆の前で、景太が花憐に“友達になって下さい”と申し込む」というイベントがお膳立てされた。だがこの時景太は、間違って「付き合って下さい」と言ってしまう。一方、興味のない人間はすぐ切って捨てるような、自分の普段からの人付き合いの仕方を反省していた花憐も、勢いで「はい、よろこんで」と答えて、公衆の面前でなし崩し的にカップルが成立してしまった。

### 3-7巻
発端はトラブルだったものの、お互い相手のことを意識していたため、景太と花憐はぎこちないながらも付き合いを始めた。だが、景太のゲーム仲間である星ノ守千秋、祐とその彼女である亜玖璃らによって作られた「ゲーム同好会」の面々を巻き込んだ勘違い、すれ違いが続き、なかなか仲は進展しない。そんな中千秋は、自分が作って公開しているフリーゲームの大ファンでいつも感想をくれる人物が実は景太であり、さらにソーシャルゲームでのフレンドとしていつも遊んでいる相手でもあったということを知り、好意を抱くようになっていく。そして千秋は、景太が花憐のことを本気で好きなことを知りつつ告白して、自らの予想通り景太に断られた。だがその光景を目撃し、そこまで千秋が景太のことを想っていたことを知った花憐は、一度景太と別れて友達に戻り、千秋とゼロから勝負することにする。祐も、クラスメイトに亜玖璃が侮辱されたところ、自分よりも景太が激昂しているのを見て、最初軽い気持ちから亜玖璃と付き合い始めた自分を反省し、一度亜玖璃と別れることにした。

### 8巻-12巻
千秋の妹である星ノ守心春に追求されて、景太は千秋のことも異性として意識していることを認めるが、この話を千秋に聞かれてしまった。その後千秋は、やはり自分は景太のことが好きだと告げると、景太のほうは、自分はまだ花憐が一番好きだが、千秋も異性として意識していると改めて話す。そのふたりの会話を花憐が聞いており、自分と千秋のどちらが景太と付き合うか、次のホワイトデーまでに決着をつけようと宣言する。
一方祐は、亜玖璃に別れ話を切り出したのは、自分に彼女がいなかったからという非常に消極的な理由で亜玖璃と付き合い始めたためだったことと、亜玖璃と景太の友人としての仲の良さを見たためであったことを亜玖璃に告白する。その一方で、自分は現在本気で亜玖璃に惚れていると言って、時期が来たら今度は自分から亜玖璃に交際を申し込むと宣言する。
そんな中、亜玖璃は従姉の伏黒真音に、景太を「自分の彼氏」として紹介する。その理由は祐のことを真音に知られたくなかったからだが、亜玖璃が祐にプレゼントするために持っていたペアのぬいぐるみを、真音がゲーム勝負の賭けの対象として取り上げようとした。景太はそれを阻止するため、代わりに「自分の所有権」「亜玖璃の所有権」を賭けて真音とゲーム勝負するが、負けてしまう。そこで花憐、千秋らは「景太の所有権」を取り戻すため、真音に勝負を挑む。そして花憐による作戦と特訓の成果によって、花憐、千秋らは真音に勝利。優勝となった千秋は、「景太の所有権を景太自身に戻す」と宣言した。
その後ホワイトデーがやってきて、景太はあらためて千秋に対して「友達になって下さい」と、花憐に対して「付き合って下さい」とそれぞれ伝える。こうして景太と花憐はよりを戻した。祐と亜玖璃もよりを戻す。
その一方で、相変わらずゲーム同好会の活動や、皆のドタバタしたゲームライフは続いていく。

## 登場人物

### メインキャラクター
雨野 景太（）
声 - 潘めぐみ
本作の主人公。音吹高校2年F組。家族構成は両親と2歳年下の弟、光正がいる。小学・中学は友だち付き合いで野球部にいたとのこと。中学時代は成績は悪くなかったが次第にさぼるようになり、偏差値の決して高くはない音吹高校に来た。ゲームが好きで、放課中は教室の片隅で、一人でゲームに興じ誰とも口を利かない程の人見知り。
高校入学以来ぼっちゲーマーとして灰色の学園生活を送っていたが、学園のアイドルである花憐にゲーム販売店で出会ったことを皮切りにゲーム仲間を増やしていく。基本は卑屈で自信がなく、特別ゲームが上手いわけでもない平凡なゲーム好きだが、ポリシーなど大事なことだけは断固として譲らない面や、いざというときは迷わずゲームよりも友人などを優先する男らしい一面も持つ。
悪気は全くないものの微妙に言葉の足りない説明や、コミュニケーション能力の低さ故のズレなどで、祐とともにたびたびヒロインたちの勘違い騒動を引き起こしている。ただ感性自体は至極真っ当、むしろ鋭敏であり、人（の作った話など）を素直に信じて上書きされている面もある。
プレイの趣向としては、たとえどんなゲームでも楽しむことに重きを置くため、他人から見て大して面白くないようなマニアックなゲームも進んで遊ぶ。そういった点などで「AもBもアリ」の全面肯定的で、「AならばBではない」と考える花憐は毎度カルチャーショックを受けている。
ゲームの嗜好、評価点、進行具合などなど、千秋と全く同一な点が非常に多数あるのだが、ただひとつ「萌え」に関しては毎度口論になるほど正反対。このため出会って1日で名前で呼び合う仲になり、2日で不倶戴天の敵を公称しかねないほどに嫌い合う。そうした頑固で妥協しない点でも同一である。
萌えに関しては肯定派。千秋ほど極端という訳ではないものの、千秋に完全否定されると反論してしまう。「萌え」は景太にとっては最上級の褒め言葉で、千秋とは議論が噛み合っているようで前提がズレている状態にある。
天道 花憐（）
声 - 金元寿子（アニメ）、種田梨沙（2015年TVCM）
本作のヒロインの一人。音吹高校2年A組。ゲーム部所属にして部長。容姿端麗・成績優秀・スポーツ万能といった学内ヒエラルキートップの学園のアイドルであり、他校の生徒が「あの天道花憐が居る高校」と高校の名より個人名が先に出るほどの知名度を持つ。
スペックの高さを驕らず、自己研鑽を怠らない性格でゲーム好き。ゲーム部でも真剣に切磋琢磨する関係を好み、学力があるのに偏差値の低い音吹高校に通っているのも、ゲーム部の存在あってこそだった。ゲーム趣向としてはゲーセンに通ったりRTAのスピードランなどを真夜中に極限まで行うほどガチ。そのため、ソーシャルゲームなど「短時間で軽くやる」タイプのゲームを軽視する。
街のゲーム販売店で出会った景太に声を掛け、ゲーム部へ勧誘するも断られてしまう。その後も勧誘にアタックし続けるも尽く失敗する。スペックは確かに完璧超人だが、内実は祐曰く「面倒くさい女」「ナチュラル上から目線」で、自分がお願いして通じなかったことは無かったのに、「雨野くん“なんかに”断られた」ことを理解できず幾度も勧誘したりしていた。景太がA組に来た際は自分に用事があるものと思い込んだが、興味も用事もないと言われたことにショックを受け、さらに執着するようになる。しかし、景太が実は自分とゲーム部を高く評価していたことを知ったことから、執着が一転して恋に落ちる。それ以降四六時中景太のことを考えたりするようになるが、それを恋とは全く認識できず、日常行動を景太との遭遇を期待して変更するが、いざ遭遇すると気づかないふりをして去るなど、ややツンデレ・ヤンデレ的な行動が見受けられる。
ゲームの師匠は、自分が小学生時代近所に住んでいて、碧陽学園に通っていた椎名真冬（『生徒会の一存』に登場するヒロインのひとり）。
星ノ守 千秋（）
声 - 石見舞菜香
本作のヒロインの一人。音吹高校2年A組。極度の人見知りで誰とも口を利かず、景太同様に放課後は教室の隅でゲームに興じている。初登場時は、癖のある髪（景太からワカメと言われている）をぼさぼさに伸ばした状態で如何にもオタク女子といった風貌であったが、祐の勧めで髪をショートにしたところ、実はかなりの美少女と判明した。
景太とゲームの好みやプレイスタイルがほぼ完全に一致しているが、「萌え」に関する部分だけは正反対のスタンスであり、この部分だけは互いに天敵と認識している。しかし性格や考え方、ネットゲームのハンドルネームの付け方まで生き写しのようにそっくりであり、本心では言い合いを含めた関係性をお互い悪くないと思っている。また、スマホゲームで雨野（ハンドルネーム「つっちー」）の相棒の「MONO」であり、かつ、景太が大好きと称しているフリーゲームの作者「のべ」であったりもする。
萌えに関しては「百害あって一利なし」と断言するほどの完全否定派。千秋は萌えを表面的で記号化し、そこまでの理解に止まるものと考え、自分の中身をしっかり見てほしいという願望に反することから嫌悪・否定している、と祐は推察している。その点でも、ほぼ同一の内面を持ち、髪型を変えても後ろ姿だけで当人だと認識し、千秋を実質心から可愛いと思ったと面と向かって言う景太はこれ以上ない相手なのだが、これに気づいているのは祐のみだったため、彼は何かと悶絶することになる。
なお、洋ゲー好きかつゲーム音楽にはまるタイプで、小4のころからフリーゲームの制作をしていることもあり、クリエイティブ気質がある。しかしそのゲームの内容は、天道がエイプリルフールのネタではないかと聞き返すほどとても個性的で、超展開、超設定な内容のものばかりである。
上原 祐（）
声 - 豊永利行
景太と同じ音吹高校2年F組。ゲームが好きだったが高校受験を機に封印し、猛烈に勉強したものの志望校に落ちる。高校入学を機に高校デビューを果たし、クラスでも最も派手なグループに属するようになった。更に彼女持ちのいわゆるリア充。
景太がかつての自分と似ていたことから苛立ち、喧嘩寸前になるが、そこで景太が見せた男気と自分の本心を偽らない姿に感じたものがあり、友人となる。高校に入ってからはゲーム好きの趣味は封印していたが、景太に触発される格好でゲームプレイを再開。しかしスクールカースト間の交流が全く無い学校ではそういった関係は目立つため、それを無理なくすることと景太と花憐・千秋の仲を見物しながら進展させるため、ゲーム同好会を立ち上げる。ゲームの腕は標準的（景太よりは上の模様）だが、UFOキャッチャーはかなりの腕で高校入学以降もプレイを継続していた。
人を見抜く目はかなり確かで、景太の男気、花憐の面倒さ、千秋の素材の良さなどをすぐに見抜いており、作中における解説役も務める。コミュニケーション能力は高いもの、ろくに人付き合いが無かった内向的だったころの経験が災いし、人付き合いに関して楽天的で夢想的。そのため意識しない誤解を招きやすく、騒動の種となることもある。
亜玖璃から告白されて付き合いも半年以上が経つが、高校デビューをした表面上の自分を好きになっただけだと考えていたこともあり、関心を持っていなかった。しかし亜玖璃が中学時代から自分に惚れていたことを知り、見た目に惚れた訳ではないことを知って改めて恋に落ちる。以降は確かな眼力も亜玖璃関係となると全く駄目で、そのせいか彼の当てが外れた行動で、彼のみならず周囲の人間も人間関係に散々振り回されることになる。
桜野 亜玖璃（）
声 - 大久保瑠美
本作のヒロインの一人。音吹高校2年。天道のA組、雨野・上原のF組ではなくC組。作中では中核人物にもかかわらず長い時間苗字が明かされなかったが、単行本10巻に至ってフルネームが桜野 亜玖璃（）だと判明した。12巻で、『生徒会の一存』に登場するヒロインである桜野くりむは少なくとも親戚関係であることが示唆されている。
入学を機に高校デビューを果たし、学校でも派手なグループに属する元地味子。中学時代の出来事から祐に惚れ込み、自ら告白して祐と交際を始めた。派手目の格好も祐に合わせて変えた結果であるが、今では自分でも気に入っており、真面目だったころの面影は無い。
ゲーム趣味はないが、だんだんと景太たちゲーマーと交流を深めていく。若干嫉妬深く、祐へ近づくものに警戒心が強い。女子の花憐・千秋はもちろん、男子の景太にも当初は祐狙いと疑って面と向かって言っている。またこのことから分かるように、配慮や遠慮が足りず思ったまま言う面がある。
ふとしたきっかけで景太とファミレスで話して以降、よくファミレスにてドリンクバーで粘りながら互いの恋愛相談をしており、それぞれの恋を応援し合う同盟を結ぶ。その関係がかえって景太と亜玖璃の仲を他人に誤解させる状態を生んでしまうが、亜玖璃は景太のことを「弟のようなもの」と表現しており、仲は良いが恋愛感情は抱いていない。
最初は祐が自分に大して興味を持っていないことに気づいていた。それゆえ、祐が（亜玖璃が実はかわいい彼女だと）意識した後の祐の行動を自分への恋心のせいだとは考えておらず、祐の自分への好意について猜疑心が強い。そのため、前述の景太との同盟でもいつも弱音を吐いている。

### メインキャラクターの家族・親族
星ノ守 心春（）
声 - 桑原由気
碧陽学園現生徒会長。千秋の一つ下の妹。成績優秀な頭脳、健気で一生懸命な性格、ギリギリ媚びにならない容姿で、顔面偏差値が高い碧陽学園の更に実質校内美少女コンテスト1位である生徒会長に選ばれた。しかし実はそれは努力して身につけた仮面で、その実態は高校生ながらに18禁を好む隠れエロゲーマー。アダルトを好んでいるが、性に強いわけではないようで、ゲームをするたびに、汗だくになるほど興奮する。碧陽学園生徒会にかつて存在したという伝説のエロゲーマーを尊敬している。
景太にはエロゲ趣味のことが偶然ばれてしまったが、口止めしている。その一方で景太と会話するときはしょっちゅう下ネタを挟んでくる。また千秋に頼まれ、景太の前で「MONO」「のべ」の代役を一時引き受けた。そうやって景太と絡み、また景太の話を千秋などから通して聞くうちに、景太に好意を抱くようになる。
雨野 光正（）
景太の弟。中学三年生。景太との普段の接し方は比較的普通であり、景太には“とても優秀で、兄に厳しい弟”だと思われている。だが実は、景太のことを崇拝と言っていいほど尊敬するブラコンであり、景太の聞いていないところで彼を尊崇する発言をしたり、景太の周囲にいる人間に対する毒舌を吐いたりするほか、景太の身やそのまわりに危険や異常が無いか常に監視している。花憐や祐のことは景太と釣り合う彼女、友人であるとは思っていない。一方で千秋と亜玖璃のことは“兄の素晴らしい友人”だと思っており、千秋と兄が結ばれることを願っている。さらに心春のことはビッチ呼ばわりして毒舌を吐きまくっている。
伏黒 真音（）
亜玖璃の従姉。音吹高校のOGで元ゲーム部部長。プラチナ風の銀髪美人。亜玖璃のことは「グリ助」と呼んでいる。キャビンアテンダントの仕事をしている。
自己中心的な性格で傲慢な口の利き方をする。洞察力が高い上、すさまじいゲームの腕を持ち、賭けをしてゲームをするのが好きで、人から色々なものの“所有権”を奪っている。性格も意地悪く、亜玖璃からも恐れられ、景太からは“魔王”と思われているが、根っからの悪人というわけではない。
伏黒 美衣（）
真音の妹で亜玖璃の従妹。7歳の少女で、一人称は「ミィ」。幼さゆえに舌足らずな口調だが、丁寧な言葉で毒舌を吐いたり大人びた発言をしたりする。真音のことは「ママ」と呼んでいる。実の母は離婚しており不在。

### ゲーム部員
天道花憐
ゲーム部部長。詳細は天道花憐を参照。
三角 瑛一（）
声 - 花江夏樹
花憐が景太より先にゲーム部に勧誘した男子学生。整った顔立ちと柔和な人当たり、爽やかな雰囲気を兼ね備えており、心春の見立てでは景太よりよほど主人公的。
パズルゲームが好きと話しており、ゲーム部体験時はそれ以外のゲームにも順応し高い成績を出すほどの腕前。その後、部を気に入り入部する。
整った容姿以外はゲームがうまい普通の学生に思えるが、実は記憶喪失で、覚えていることが上記のパズルゲームのことだけと話している。養父母の家庭に、血の繋がっていない義妹・理姫（りき / 声 - 高橋李依）がいる。
加瀬 岳人（）
声 - 内匠靖明
眼鏡をかけたゲーム部副部長の3年生。FPSを主軸に活動しており、その腕前は傭兵の父からたたきこまれたものと話している。自分にも人にも厳しい性格で、花憐曰く、全ての人に厳しくとっつきづらい。
大磯 新那（）
声 - 芳野由奈
ゲーム部に所属する3年生。花憐からはニーナ先輩と呼ばれている。気だるけで端的な言葉だけ放つなどコミュニケーションが取りづらいが、花憐から相談されるなど信頼されている面もある。花憐曰くゲーム部では人当たりが悪い方の人のもうひとり。ゲームを極めるきっかけが、友人がダークサイドに落ちたため、それを元に戻すという目的から。

### その他の人物
霧夜 歩（）
『DLC』『DLC2』に登場。大学生。現守高校出身。“とらばさみ”の名を持つゲーム実況動画配信者。堅実なプレースタイルが売りでそれなりの人気を持つが、中堅どころ止まりで伸び悩んでいた。そんな状況の中でゲームを試遊していた景太を偶然見かけて、動画配信者としての自分に欠けている意外性と可愛げを見出す。だが景太の天然プレイを生かすため、実況配信をするとは知らせず自分の部屋に連れ込んで一緒にゲームをプレイさせ、ゲーム実況の相方に仕立て上げる。
口調は男っぽく外見も中性的、格好にこだわらず化粧もしないが、中身は普通に女性。景太には男だと思われており、本人も景太を緊張させないため、男として振る舞っている。一方、偶然出会った亜玖璃からは一発で女だと見抜かれた。後に亜玖璃が言うところでは、景太・可憐・佑の良いところを併せ持つ「裏ボス」。
『DLC』『DLC2』は、基本的に歩の視点で物語が語られている。
彩家 碧（）
『DLC』『DLC2』に登場。霧夜と同じ大学に通う19歳の女子大生で、霧夜のアパートの隣部屋に住む友人。お嬢様育ちで口調も丁寧。碧陽学園OGで、会長ではないが生徒会役員も行っていた。歩にただの友人ではない好意を持っている。
異性である景太を自室に連れ込んだことについて霧夜をとがめるが、そのうち自分も巻き込まれて、霧夜の彼女扱いされたり、ゲームをすることになったりする。だがゲームのことは全然知らない。

## 作風とテーマ
葵は本作を「極めて私的な作品」だと表現しており、自身の経験が作品にも反映されている。特に、主人公の生活環境は殆ど葵の高校時代がモデルになっている。葵は「人それぞれのゲームに対するスタンスの違い」が本作のテーマだとしており、その上で「極めて普通のゲーム感」を持つ主人公をしっかり描いていくためには自身の一番よく知る普通の人（＝作者の葵せきな自身）を参考にするのが一番効率が良いと述べている。
葵は本作の作風について以下のように述べている。

## 制作背景
本作は葵が気が向いて書き始めた作品を担当編集者に見せたところ、その作品が「ファンタジア Beyond」での連載されることとなり、その後書籍化するに至った。

## 既刊一覧

### 小説
- 葵せきな（著）・仙人掌（イラスト）、KADOKAWA〈富士見ファンタジア文庫〉、全12巻
  - 『ゲーマーズ！ 雨野景太と青春コンティニュー』、2015年3月20日発売[13]、ISBN 978-4-04-070533-0
  - 『ゲーマーズ！2 天道花憐と不意打ちハッピーエンド』、2015年7月18日発売[14]、ISBN 978-4-04-070534-7
  - 『ゲーマーズ！3 星ノ守千秋と初恋ニューゲーム』、2015年11月20日発売[15]、ISBN 978-4-04-070753-2
  - 『ゲーマーズ！4 亜玖璃と無自覚クリティカル』、2016年3月19日発売[16]、ISBN 978-4-04-070754-9
  - 『ゲーマーズ！5 ゲーマーズと全滅ゲームオーバー』、2016年7月20日発売[17]、ISBN 978-4-04-070969-7
  - 『ゲーマーズ！6 ぼっちゲーマーと告白チェインコンボ』、2016年11月19日発売[18]、ISBN 978-4-04-070970-3
  - 『ゲーマーズ！7 ゲーマーズと口づけデッドエンド』、2017年3月18日発売[19]、ISBN 978-4-04-070971-0
  - 『ゲーマーズ！8 星ノ守心春と逆転バックアタック』、2017年7月20日発売[20]、ISBN 978-4-04-072369-3
  - 『ゲーマーズ！9 天野景太と青春スキルリセット』、2018年1月20日発売[21]、ISBN 978-4-04-072370-9
  - 『ゲーマーズ！10 天道花憐と不意打ちアップデート』、2018年5月19日発売[22]、ISBN 978-4-04-072371-6
  - 『ゲーマーズ！11 ゲーマーズと初恋マルチエンド』、2018年10月20日発売[23]、ISBN 978-4-04-072900-8
  - 『ゲーマーズ！12 ゲーマーズと青春コンティニュー』、2019年10月19日発売[24]、ISBN 978-4-04-072901-5
- 葵せきな（著）・仙人掌（イラスト） 『ゲーマーズ！ DLC』 KADOKAWA〈富士見ファンタジア文庫〉、全3巻
  1. 2017年9月20日発売[25]、ISBN 978-4-04-072372-3
  2. 2019年2月20日発売[26]、ISBN 978-4-04-073025-7
  3. 2020年3月19日発売[27]、ISBN 978-4-04-073142-1

### 漫画
- 葵せきな（原作）・仙人掌（キャラクター原案）・高橋つばさ（作画） 『ゲーマーズ！』 KADOKAWA〈角川コミックス・エース〉、全7巻
  1. 2017年3月25日発売[28]、ISBN 978-4-04-105446-8
  2. 2017年6月26日発売[29]、ISBN 978-4-04-105771-1
  3. 2017年11月25日発売[30]、ISBN 978-4-04-106308-8
  4. 2018年3月26日発売[31]、ISBN 978-4-04-106717-8
  5. 2018年9月25日発売[32]、ISBN 978-4-04-107363-6
  6. 2019年2月25日発売[33]、ISBN 978-4-04-107816-7
  7. 2019年10月26日発売[34]、ISBN 978-4-04-107817-4

## テレビアニメ
2016年10月に開催されたイベント「ファンタジア文庫大感謝祭2016」にてアニメ化が発表され、2017年7月より9月までTOKYO MX・サンテレビ・BS11・AT-Xにて放送された。

### スタッフ
- 原作 - 葵せきな[6]
- 原作イラスト - 仙人掌[6]
- 監督 - 岡本学[6]
- シリーズ構成・脚本 - 内田裕基[6]
- キャラクターデザイン - 佐藤天昭[6]
- 美術監督・美術設定 - 斉藤雅己[11]
- 色彩設計 - 古市裕一[11]
- 撮影監督 - 頓所信二[11]
- 編集 - 木村佳史子[11]
- 音響監督 - 明田川仁[11]
- 音楽 - 出羽良彰[6]
- 音楽プロデューサー - 西村潤[11]
- 音楽制作 - NBCユニバーサル・エンターテイメント[11]
- プロデューサー - 小倉充俊[11]、村主達哉[11]、相田剛[11]、岡村武真[11]、金子広孝[11]、大和田智之[11]、菊政克美[11]、兼光一博[11]
- アニメーションプロデューサー - 向峠和喜[11]
- アニメーション制作 - PINE JAM[6]
- 製作 - ゲーマーズ！製作委員会（NBCユニバーサル・エンターテイメント、KADOKAWA、フロンティアワークス、創通、TOKYO MX、エー・ティー・エックス、BS11、中外鉱業、アイオウプラス）[10]

### 主題歌
オープニングテーマ「GAMERS!」（第2話 - 第12話）
作詞・作曲・編曲 - まふまふ / 歌 - 天道花憐（金元寿子）、星ノ守千秋（石見舞菜香）、亜玖璃（大久保瑠美）
エンディングテーマ
「Fight on!」（第2話 - 第8話、第11話、第12話）
作詞 - KOTOKO / 作曲・編曲 - ツキダタダシ / 歌 - Luce Twinkle Wink☆
「恋のprologue*」（第9話 - 第10話）
作詞 - 黒崎真音 / 作曲・編曲 - 大久保薫 / 歌 - Luce Twinkle Wink☆

### 各話リスト
| 話数   | サブタイトル                                                              | 脚本            | 絵コンテ          | 演出                     | 作画監督                                                                           | 総作画監督 |
| ------ | ------------------------------------------------------------------------- | --------------- | ----------------- | ------------------------ | ---------------------------------------------------------------------------------- | ---------- |
| DAY1   | 雨野景太と導かれし者達 Keita Amano and Chapters of the Chosen             | 内田裕基        | 岡本学            | 宮澤良太                 | 佐藤天昭 三井麻未                                                                  | 佐藤天昭   |
| DAY2   | 上原祐と強くてニューゲーム Tasku Uehara and New Game +                    | 内田裕基        | 川村賢一          | 安部元宏                 | 王國年                                                                             | -          |
| DAY3   | 星ノ守千秋とすれ違い通信 Chiaki Hoshinomori and StreetPass Communication  | 内田裕基        | 古賀一臣 岡本学   | 川久保圭史               | 菊池功一 西村幸恵 國井実可子                                                       | 佐藤天昭   |
| DAY4   | INTERMISSION 天道花憐とスランプ・デイズ Karen Tendo and Slump Days        | 内田裕基        | 中津環            | 中津環                   | 池上太郎                                                                           | -          |
| DAY5   | 亜玖璃と通信エラー Aguri and Communication Error                          | 内田裕基        | 水本葉月          | 水本葉月                 | 三井麻未 山中正博                                                                  | 佐藤天昭   |
| DAY6   | 天道花憐と不意打ちハッピーエンド Karen Tendo and Surprise "Happy End"     | 内田裕基        | 中津環 岡本学     | 宮澤良太                 | 滝本祥子 後藤麻梨子 館崎大 関口雅浩 小澤円                                         | 池上太郎   |
| DAY7   | 雨野景太と天道花憐の最高の娯楽 Keita Amano and Karen's Best Entertainment | 内田裕基        | 上坪亮樹          | 米田光宏                 | 浦野達也 室山祥子 日高真由美 田中優士 関口雅浩 石田啓一 小澤円 新海虎徹 後藤真梨子 | 佐藤天昭   |
| DAY8   | エロゲーマーと観戦モード Erogamer and Watching Mode                       | 内田裕基        | 永井慎平 岡本学   | 安部元宏                 | 王國年                                                                             | -          |
| DAY8.5 | ゲーマーズと半生ゲーム Gamers and half their Life Game                    | 内田裕基        | 永井慎平 岡本学   | 安部元宏                 | 王國年                                                                             | -          |
| DAY9   | 星ノ守千秋とアカウントハック Chiaki Hoshinomori and Account Hack          | 内田裕基        | 矢吹勉            | 小野田雄亮               | 室山祥子 関口雅浩 小澤円 細田沙織 後藤真梨子                                       | 佐藤天昭   |
| DAY10  | ゲーマーズとネクストステージ Gamers and Next Stage                        | 内田裕基        | 寺束克己 大城美幸 | 野木森達哉               | 山中正博 後藤麻梨子 小澤円 森悦人 小美戸幸代 山崎展義 大原大                       | 佐藤天昭   |
| DAY11  | ゲーマーズと青春コンティニュー Gamers and Youth Continue                  | 内田裕基        | 上坪亮樹 岡本学   | 上坪亮樹 水本葉月 岡本学 | 後藤麻梨子 関口雅浩 室山祥子 小澤円                                                | 佐藤天昭   |
| DAY12  | INTERMISSION ゲーマーズと課金トーク Gamers and Billing System Talk        | 内田裕基 岡本学 | 中津環            | 中津環                   | 池上太郎                                                                           | -          |

### 放送局
| 放送期間                | 放送時間                     | 放送局     | 対象地域 | 備考                                 |
| ----------------------- | ---------------------------- | ---------- | -------- | ------------------------------------ |
| 2017年7月13日 - 9月28日 | 木曜 21:00 - 21:30           | AT-X       | 日本全域 | 製作参加 / CS放送 / リピート放送あり |
|                         | 木曜 23:30 - 金曜 0:00       | TOKYO MX   | 東京都   | 製作参加                             |
| 2017年7月14日 - 9月29日 | 金曜 0:30 - 1:00（木曜深夜） | サンテレビ | 兵庫県   |                                      |
|                         |                              | BS11       | 日本全域 | 製作参加 / BS放送 / 『ANIME+』枠     |

| 配信期間                 | 配信時間               | 配信サイト                                                                      |
| ------------------------ | ---------------------- | ------------------------------------------------------------------------------- |
| 2017年7月13日 - 9月28日  | 木曜 23:30 - 金曜 0:00 | AbemaTV 新作TVアニメチャンネル                                                  |
| 2017年7月14日 - 9月29日  | 金曜 12:00 更新        | dアニメストア FOD                                                               |
| 2017年7月21日 - 10月6日  |                        | Amazonプライム・ビデオ Netflix バンダイチャンネル U-NEXT ビデオマーケット GYAO! |
| 2017年7月28日 - 10月13日 |                        | ニコニコチャンネル                                                              |

### BD / DVD
| 巻 | 発売日         | 収録話          | 規格品番  | 規格品番  |
| 巻 | 発売日         | 収録話          | BD初回版  | DVD初回版 |
| -- | -------------- | --------------- | --------- | --------- |
| 1  | 2017年9月28日  | 第1話 - 第2話   | GNXA-2011 | GNBA-2671 |
| 2  | 2017年10月25日 | 第3話 - 第4話   | GNXA-2012 | GNBA-2672 |
| 3  | 2017年11月29日 | 第5話 - 第6話   | GNXA-2013 | GNBA-2673 |
| 4  | 2017年12月22日 | 第7話 - 第8話   | GNXA-2014 | GNBA-2674 |
| 5  | 2018年1月31日  | 第9話 - 第10話  | GNXA-2015 | GNBA-2675 |
| 6  | 2018年2月28日  | 第11話 - 第12話 | GNXA-2016 | GNBA-2676 |

| TOKYO MX 木曜 23:30 - 金曜 0:00 枠          | TOKYO MX 木曜 23:30 - 金曜 0:00 枠 | TOKYO MX 木曜 23:30 - 金曜 0:00 枠 |
| 前番組                                      | 番組名                             | 次番組                             |
| ------------------------------------------- | ---------------------------------- | ---------------------------------- |
| BanG Dream!（再放送）                       | ゲーマーズ！                       | Just Because!                      |
| BS11 ANIME+ 金曜 0:30 - 1:00（木曜深夜） 枠 |                                    |                                    |
| 東京喰種トーキョーグール（再放送）          | ゲーマーズ！                       | 十二大戦                           |

## ゲーム
ファンタジア・リビルド
2020年12月17日より配信されているPC / iOS / Android用アプリゲーム。
ファンタジア文庫作品のクロスオーバーRPGであり、リリース時より本作のキャラクターが登場する。